# Phantasm IV: Oblivion
Phantasm IV: Oblivion (Phantasma IV: Apocalipsis en España y El fantasma IV - El olvido en Hispanoamérica) es una película estadounidense de 1998 dirigida por Don Coscarelli y protagonizada por A. Michael Baldwin, Reggie Bannister y Bill Thornbury. 
Es la cuarta película de la saga Phantasm, que está compuesta por un total de cinco películas roadas entre 1979 y 2016.

## Argumento
Durante su continua lucha contra el siniestro El Hombre Alto, Mike persigue a su enemigo en el desierto. Allí encuentra numerosos agujeros dimensionales por los que puede viajar a otras épocas, lo que le permite descubrir qué le sucedió realmente a su hermano la noche en que fue asesinado.
Reggie también se dirige al desierto con el propósito de ayudar a Mike. Por el camino, recoge a una mujer herida que sufrió un accidente de coche. ¿Fue buena idea?

## Reparto
| Actor                | Personaje             |
| -------------------- | --------------------- |
| A. Michael Baldwin   | Mike                  |
| Reggie Bannister     | Reggie                |
| Bill Thornbury       | Jody                  |
| Heidi Marnhout       | Jennifer              |
| Bob Ivy              | Soldado del demonio   |
| Angus Scrimm         | El Hombre Alto        |
| Christopher L. Stone | Criaturas             |
| Chloe Kay            | Participante de fondo |

## Producción
La película fue filmada principalmente en el Valle de la Muerte.

## Recepción
Hoy en día la película ha sido valorada en portales cinematográficos y por los críticos profesionales. En IMDb, por ejemplo, con aproximadamente 11 000 votos registrados, la película obtiene una media ponderada de 6,0 sobre 10. En cuanto a Rotten Tomatoes, los más de 5000 votos registrados en el portal le dieron allí una valoración media de 3 de 5, mientras que 3 de los 7 críticos profesionales registrados allí le dieron su aprobación. También hay que destacar, que en el periódico La Vanguardia los usuarios que dieron allí su opinión al respecto le dieron al largometraje una aprobación del 53 %.